# Apluda
Apluda là một chi thực vật có hoa trong họ Hòa thảo (Poaceae).

## Loài
Chi Apluda gồm các loài: